# Dave Lombardo
Dave Lombardo, född 16 februari 1965 i Havanna, Kuba, är en amerikansk musiker, mest känd som trummis i thrash metal-bandet Slayer 1981–1986, 1987–1992 och återigen från 2001 till 2013. Han är även trummis i Grip Inc. och Fantômas. Han är känd för sitt snabba fotarbete. Lombardo är sedan 2016 trummis i Suicidal Tendencies. Från mars 2022 är han åter på trumpallen i Testament.

## Historia
Dave Lombardo rekryterades 1981 som trummis till det nystartade Slayer av gitarristen Kerry King. Bandets debutalbum Show No Mercy gavs ut 1983 och därpå följde en lång rad album under 1980-talet tills Lombardo valde att lämna Slayer 1992 efter 1991 års Decade of Aggression.
Tillsammans med Waldemar Sorychta bildade Lombardo 1995 groove metal-bandet Grip Inc., som samma år släppte debutalbumet Power of Inner Strength och därefter givit ut ytterligare tre album. Bandets sångare Gus Chambers begick självmord i oktober 2008 och därefter har bandet varit inaktivt.
Från 1998 är Lombardo också medlem i Fantômas, som spelar en form av experimentell/avantgarde-metal, bildad av Mike Patton (även i Faith No More, The Dillinger Escape Plan med fler), basisten Buzz Osborne från Melvins, gitarristen Trevor Dunn från Mr. Bungle och alltså Lombardo från Slayer på trummor. Efter det första självbetitlade albumet som kom 1999 har gruppen givit ut ytterligare fyra album.
2001 återkom Lombardo till Slayer och på 2006 års album Christ Illusion är det han som sköter trummandet. Han avskedades dock från Slayer i februari 2013. Lombardo har också samarbetat med och varit gästmusiker hos en mängd olika band och musiker, bland andra John Zorn och Apocalyptica.

## Diskografi

### Med Slayer
- 1983 – Show No Mercy
- 1984 – Haunting the Chapel
- 1985 – Live Undead
- 1985 – Hell Awaits
- 1986 – Reign in Blood
- 1988 – South of Heaven
- 1990 – Seasons in the Abyss
- 1991 – Decade of Aggression
- 2006 – Christ Illusion
- 2009 – World Painted Blood
- 2010 – The Big 4 Live from Sofia, Bulgaria

### Med Fantômas
- 1999 – Fantômas
- 2001 – The Director's Cut
- 2002 – Millennium Monsterwork 2000
- 2004 – Delìrium Còrdia
- 2005 – Suspended Animation
- 2005 – Fantômas/Melt-Banana-split

### Med Grip Inc.
- 1995 – Power of Inner Strength
- 1997 – Nemesis
- 1999 – Solidify
- 2004 – Incorporated
- 2015 – Hostage to Heaven

### Med Testament
- 1999 – The Gathering

### Övrig medverkan
- 1994 – Jesus Killing Machine – Voodoocult
- 1999 – Taboo & Exile – John Zorn
- 2000 – Xu Feng – John Zorn
- 2003 – Reflections – Apocalyptica
- 2005 – Apocalyptica – Apocalyptica ("Betrayal/Forgiveness")
- 2005 – Drums of Death – med DJ Spooky
- 2007 – Worlds Collide – Apocalyptica ("Last Hope")